# Орден Витязя
Орден Витязя (угор. Vitézi Rend) — вища державна нагорода Угорського королівства періоду регентської монархії 1920-44 років. З 1953 року має унікальний статус одночасно як самокерованої історичної лицарської інституції та династичної нагороди Угорського Королівського Дому (Дому Габсбургів-Лотаринзьких).

## Історія ордена при монархії
Орден був заснований 20 серпня 1920 року головою держави, регентом адміралом Міклошем Горті.
Відповідно до статуту, нагородження орденом (в дійсності — дарування титулу витязя) проводилося за видатні військові або державні заслуги. Крім знака ордена, нагороджені отримували спадковий дворянський титул витязя (лицаря) і земельні угіддя.
Знак ордена виготовлявся з бронзового сплаву і з лицьового боку покривався емаллю. На аверсі на блакитному тлі зображено угорський гербовий щит, обрамлений з лівого боку зеленими дубовим листям, а з правого — золотим колоссям. На реверсі прикріплені до металевої основи два широких плоских зубця. Вгорі ставилося серійний номер. Орден носили на мундирі з лівого боку, на нагрудній кишені. До ордена додавалася мініатюра 22 мм для носіння на цивільному костюмі.
Перша публічна церемонія посвячення в витязі відбулося восени 1920 року. Першою особою, яку адмірал Горті справив в витязі, став ерцгерцог Йожеф Габсбург-Лотаринзький. Титул витязя отримали члени національного тимчасового уряду, створеного відразу ж після придушення угорської революції і падіння радянської республіки. Нагороджені отримали значні земельні угіддя на приєднаних територіях, з 1938 року на території «земель Корони Святого Іштвана» (теперішнє Закарпаття). Відтепер до своїх особистих даних вони додавали титул «vitez». В Угорщині прізвище вказується перед родовим ім'ям, а титул пишеться з малої літери, і передує прізвищу, а не імені, а в разі наявності дворянського предиката перед ним, наприклад, - vitéz nagybányai Horthy Miklós. Однак, на практиці, це правило обов'язково застосовувалося тільки в офіційних документах, а в інших випадках не завжди, і іноді зустрічається написання титулу перед ім'ям, а не прізвищем. Титул є спадковим, і спадкування відбувається автоматично — старший син у віці 17 років також отримує його.
Чимале число витязів — генерали і офіцери середньої ланки. Відомо, що до 1944 року відбулося всього 24 638 прямих нагороджень, а успадкували титул 1375 чоловік. У 1944 році число витязів, разом з тими, хто успадкував титул, становила 23 800 осіб. Число маєтків, дарованих разом з титулом, склало 5 561 одиницю, а загальна площа всіх земель, фактично дарованих витязям, становила лише 88 000 га. Землі на приєднаних територіях підлягали вилученню у колишніх власників і передачі витязям. Але з кожним роком можливість новому витязю отримати земельну ділянку ставала все примарнішою, і до 1944 року нові витязі фактично вже не отримували земель, а лише право на них в майбутньому.

## Історія ордена після падіння монархії
Після падіння в Угорщині регентської монархії, Орден Витязя, зі схвалення адмірала Міклоша Горті, відійшов до угорської (Палатинської) лінії Габсбург-Лотаринзького дому в як лицарська нагорода. Статут ордена залишений колишнім, за винятком деяких змін:
- при даруванні титулу скасовано обдарування земельних володінь;
- нагородження проводиться за особливі заслуги перед Угорщиною і Габсбург-Лотаринзьким домом.

Члени Ордена Витязів поділяються на дві різні категорії, дійсну і почесну, на витязів (vitézek) і почесних витязів (tiszteletbeli tagjai або tiszteletbeli vitézek), що продовжує практику, прийняту адміралом Хорті. Отримати титул витязя, як правило, може тільки етнічний угорець, або мадярон. Вони приносять присягу і носять успадковані титул витязя (vitéz). Після введення в дію змін до Статуту, цей титул успадковується всіма дітьми, як чоловічої, так і жіночої статі. Заслужені іноземці, які не мають етнічного відношення до угорської нації, можуть прийматися в Орден почесними членами. Вони не зобов'язані приносити присягу, і носять титул почесного витязя (tiszteletbeli vitéz), який не передається в спадок. Знак Ордена, як для витязів, так і для почесних витязів, ідентичний. Формат грамот про надання титулу (vitézi oklevel) для витязів незмінний, і залишився таким же, як при регентстві, наближений до A2, а для почесних витязів був встановлений формат грамот А4.

## Сучасне правове становище ордена
Орден Витязя був заснований главою держави, регентом Міклошем Горті, декретом 6650/1920 M.E., і підтверджений конституційним актом Угорщини 1920: XXXVI. Після приходу до влади в Угорщині комуністичного режиму була проголошена Угорська Республіка, і дворянські титули, включаючи титул витязя, в Угорській Республіці були заборонені частиною IV Тимчасового Конституційного Уложення Угорської Республіки (на якому базувалася Конституція Угорської Республіки 1949-2011 років). З 1 січня 2012 року Парламентом був прийнятий закон (проект від 25 квітня 2011 року) про конституційні зміни держави — Основний Закон Угорщини. Угорська Республіка перестала існувати, державі повернуто історичну назву Угорщина, а Конституція 1949 року і все законодавство, прийняте за період комуністичного режиму, були проголошені нікчемними (тобто їх правові наслідки анульовані). Новий Основний Закон Держави визнав недійсним скасування історичних конституційних засад Угорщини, вироблених окупаційним і комуністичним режимом; він заснований на історичних законах Королівства Угорщина, визнав дію древньої Доктрини Корони Святого Іштвана і державність угорського народу незалежно від місця проживання угорського етносу. Таким чином, відтепер заборонна норма, прийнята комуністами щодо дворянських титулів, у Законах Угорщини більше не міститься, а правова сила законодавчих актів доокупаціонного періоду відновлена, і з 1 січня 2012 року дворянські титули Угорщини, включаючи титул витязя, знову стали офіційними.
Штаб-квартира Ордена перебуває за кордоном, в Угорщині знаходиться бюро Ордена.
У зв'язку з почастішанням випадків створення організацій (самозваних псевдо-орденів), співзвучних за своєю назвою з Орденом Витязя, які маскуються під нього, канцелярія Ордена Витязя була змушена звернутися в Міжнародну Комісію з вивчення лицарських орденів за роз'ясненням. 22 квітня 2004 року Міжнародна Комісія з вивчення лицарських орденів, постійно діючий експертний орган при Світовому Конгресі генеалогічних і геральдичних наук, видала декларацію, яка підтверджує історичну спадкоємність і унікальність Ордена Витязя, і експертне визнання верховенства в ньому за Палатинської лінії Габсбург-Лотаринзького дому (Угорського Королівського Дому), головою якої на той момент був ерцгерцог Йожеф Арпад Габсбург-Лотаринзький, принц Угорщини. Крім того, було прийнято рішення захистити право на використання назви ордена, його символіки і атрибутики від зазіхань самозванців, що і було зроблено 14 вересня 2010 року.

## Генерал-капітани Ордена Витязя
- З 1920 по 1957 рр. регент, адмірал Міклош Горті (1868-1957)
- З 1957 по 1962 рр. генерал-фельдмаршал Йожеф Август, ерцгерцог Австрійський, принц Угорський і Богемський (1872-1962)
- З 1962 по 1977 рр. генерал-полковник Ференц Фаркаш (1892-1980)
- З 1977 по 2017 рр. Йожеф Арпад Габсбург-Лотаринзький, ерцгерцог Австрійський, принц Угорський і Богемський (1933-2017)
- З 2017 р Йожеф Карой, ерцгерцог Австрійський (р. 1960)

## Відомі лицарі зі знаком ордену

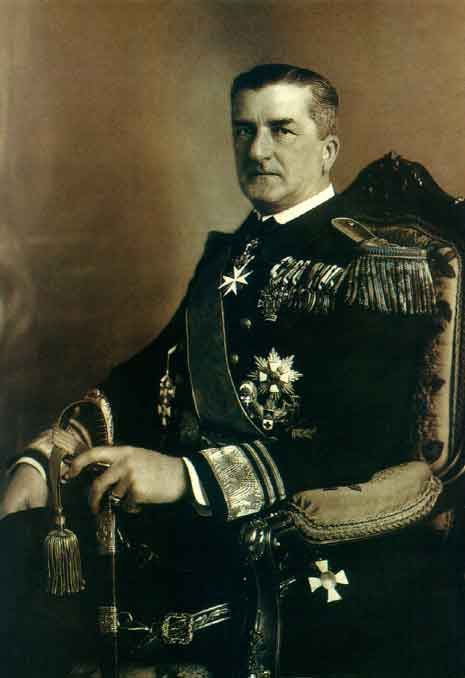
Міклош Горті
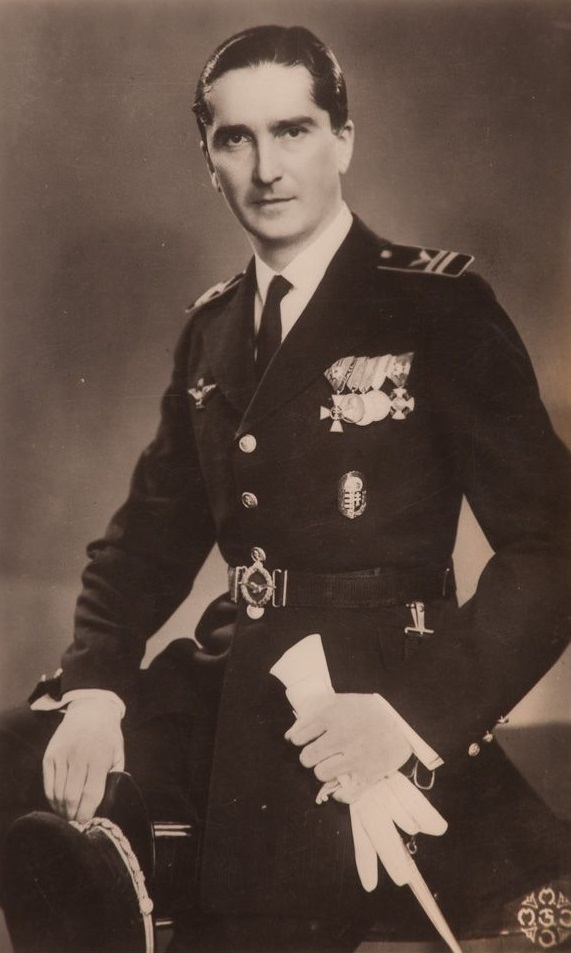
Іштван Горті
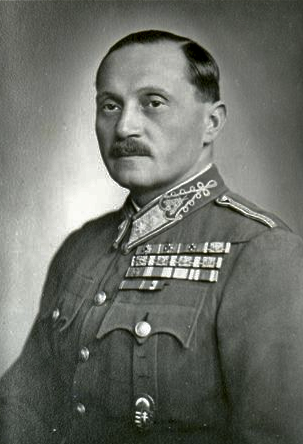
Дежьо Ласло
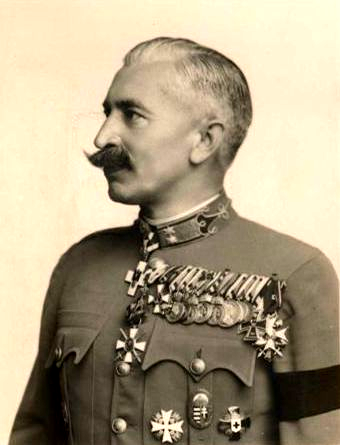
Золтан Пішкі
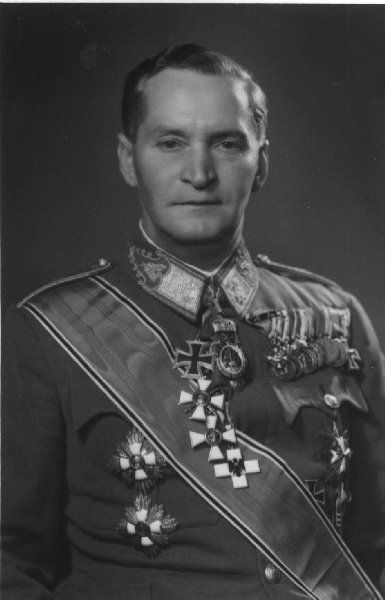
Бела Міклош